# Landsynagoge Heubach

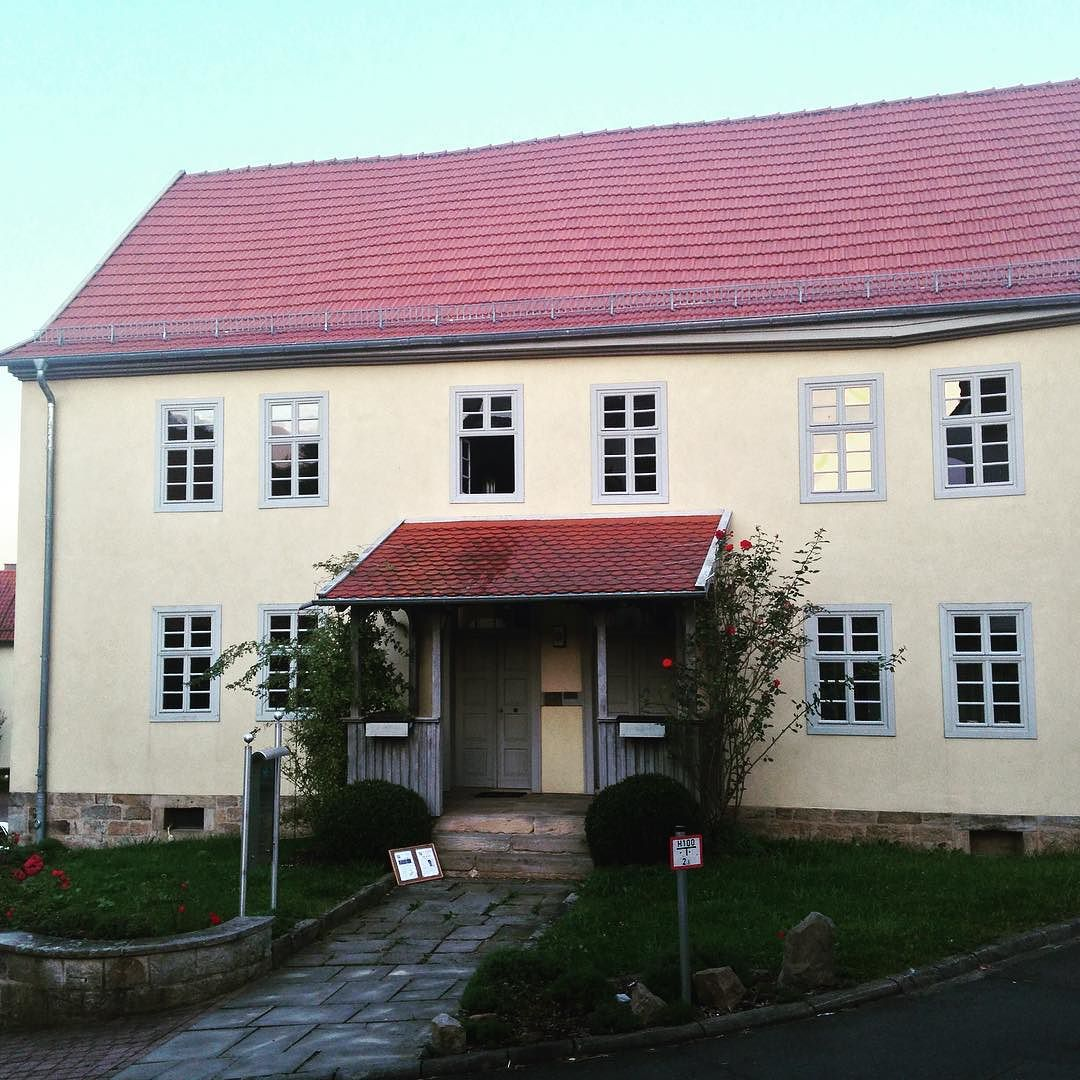
Die Landsynagoge von Heubach

Die Landsynagoge Heubach ist heute ein gut erhaltenes und hervorragend restauriertes Bauwerk dieses Typs. Sie steht im Ortsteil Heubach der Gemeinde Kalbach im Landkreis Fulda in Osthessen.

## Vorgeschichte
Das Gebäude wurde 1843 errichtet, nachdem der zuvor genutzte Gebetsraum als nicht mehr ausreichend erachtet wurde:

„Die Synagoge zu Heubach ist, wie ich erst kürzlich mich zu überzeugen Gelegenheit hatte, in einem so schlechten Zustande, daß es als eine wahre Entwürdigung des Gottesdienstes erscheint, ein solches Local, das mehr einem Stalle als einem Zimmer gleicht, für ein Bethaus zu gebrauchen. Um nur eine Beschaffenheit dieser Synagoge namhaft zu machen, erlaube ich mir zu bemerken, daß unter derselben sich ein Viehstall befindet, aus welchem die Stimme der darin befindlichen Kuh so stark herauftönt, daß der Vorsänger sehr häufig unterbrochen und überstimmt werden muß.“

Als Baugrund wurde das Grundstück der ehemaligen Zehntscheune erworben, was die Synagoge im Ensemble des Dorfes an einer prominenten Stelle platzierte: Auf die traufseitige Front des Gebäudes führt eine Straße zu, die sich vor dem Gebäude gabelt und an diesem beidseitig vorbei führt.

## Architektur

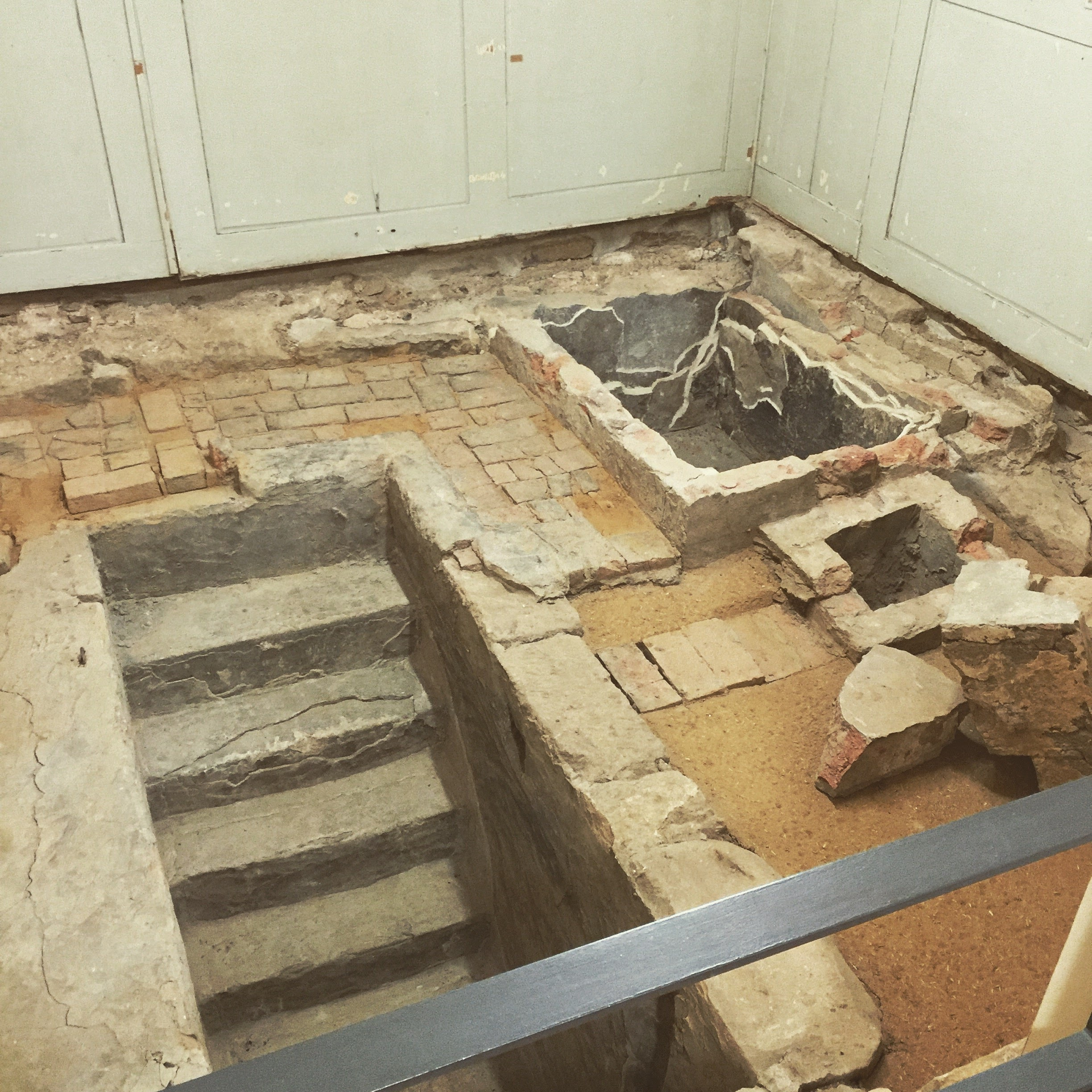
Mikwe (2016)

Errichtet wurde ein unterkellertes, zweigeschossiges Fachwerkhaus auf einem Steinsockel auf längsrechteckigem Grundriss. Das Gebäude enthält auf der rechten Seite den Betraum, in der Höhe zweigeschossig, was den Einbau einer Frauenempore ermöglichte. Auf der linken Seite des Gebäudes befanden sich Unterrichtsräume, Mikwe und Lehrerwohnung. Das Gebäude zeigt nur wenige Elemente "jüdischer Architektur", etwa die getrennten Eingänge für Frauen und Männer. Ursprünglich gab es im Erdgeschoss auch keine Verbindung zwischen dem linken und dem rechten Gebäudeteil. Von der ursprünglichen Einrichtung ist nichts mehr vorhanden. Die Mikwe weist die Besonderheit auf, dass sie im Gebäude bei der Küche des Lehrers angeordnet ist. Das ermöglichte es, das Mikwenwasser zu erwärmen.

## Geschichte
Die Synagoge stand, nachdem die jüdische Schule 1923 aufgegeben worden war, jahrelang leer. Die Kultgegenstände waren in die Synagoge nach Schlüchtern verlagert worden und wurden dort während der Novemberpogrome 1938 zerstört. Das Gebäude befand sich im Besitz der politischen Gemeinde Heubach, wurde im Innern stark umgebaut und diente bis zur Hessischen Gebietsreform in den 1970er Jahren, als die Gemeindeverwaltung nach Kalbach verlegt wurde, als Rathaus. Anschließend verfiel es zunehmend. Es wurde vom Hessischen Straßenbauamt gekauft, die das Grundstück für eine Straßenerweiterung zu nutzen beabsichtigte.
Die Landsynagoge Heubach ist allerdings Kulturdenkmal nach dem Hessischen Denkmalschutzgesetz. Aber es dauerte eine Reihe von Jahren, bevor sich mit dem Förderverein der Landsynagoge Heubach e.V. ein Träger fand, der die Sanierung, die dann von 2003 bis 2006 stattfand, aktiv betrieb. Das Gebäude wurde umfassend saniert und in dem Gebäude eine kulturelle Begegnungsstätte eingerichtet. 2007 erhielt der Förderverein dafür den Hessischen Denkmalschutzpreis.
Die Landsynagoge Heubach wird heute museal und als Veranstaltungsort genutzt und von dem Förderverein betreut. Für ihre Verdienste um die Rettung und Renovierung der ehemaligen Synagoge wurde dessen ehemalige Vorsitzende, Pfarrerin Johanna Rau, der Obermayer German Jewish History Award verliehen.